# آلفونس جيمس روتشايلد
آلفونس جيمس روتشايلد (بالفرنسية: Alphonse James de Rothschild)‏، هو خبير مالي واقتصادي ورجل أعمال ومؤسس لعدة شركات عملاقة لاسيما في مجال صناعة النفط.ولد آلفونس في العاصمة الفرنسية باريس سنة 1872م، درس الأعمال المصرفية في كلية سبستيان وتدرب في بنوك أسرته حيث جال على مراكزها المالية في أوروبا، وفي سنة 1855م عين رئيسا للبنك المركزي وهيئة النقد الفرنسي، وبعد اندلاع الحرب الفرنسية البروسية تولى البارون آلفونس مهمة الدفاع عن أسوار باريس سنة 1870م في وجه الحصارالبروسي واستطاع بحكمته التوصل إلى اتفاق مع الإمبراطورية ألمانية أنهي من خلاله الحصار وحالة الحرب التاريخية بين البلدين تدفع بموجبه فرنسا تعويضات كبيرة للاتحاد الألماني وقد سدد المبالغ المستحقة على بلاده بعد أن جدول الدفعات وأنهى بنجاح ملف التعويضات الفرنسية لألمانية قبل الموعد المحدد، وكان هذا العمل هو السبب الرئيس الذي أبقي رئيس الحكومة الفرنسية أدولف تيسر في منصبة آنذاك بل أصبح اقوى سياسيا من ذي قبل.
كون بحر قزوين حبيس فكان لا بد من إقامة سكة قطار لنقل النفط إلى البحر الأسود ومنه عبر مضيق البوسفور نحو العالم بطول 700 كلم وقد ساهم آلفنس روتشايلد بنصيب الأسد لإقامة هذا الخط سنة 1886 م ما بين باكو وباتومي.
ولكن بعد تلك الحقبة دخلت فرنسا في وضع اقتصادي ومالي غير مستقر وبحكمته وخبرته استطاع البارون ألفونس روتشايلد أن يعيد الاقتصاد إلى سابق عهده المزدهر فمنحته الحكومة الفرنسية وسام الصليب الأكبر لمواقفه الوطنية وخبرته اللامحدودة بأدارة ملف الأزمات المستعصية، وفي سنة 1883م زاره صديقه مهندس الميكانيك جان بيار غروبية وابلغه بالنتائج المبهرة التي حققها المخترع البريطاني تشارلز الجيرنون بآرسونز في صناعته للتوربين البخاري الذي يعمل بالطاقة النفطية المعالجة وهذا ما جعل البارون آلفونس يتجه بسرعة لأعمال النفط حيث كان هدفه الأول تنويع مصادر الدخل لديه ولعلمه بمستقبل هذه المادة ومتطلبات الدول والحكومات والمجتمعات الصناعية والخدماتية والاقتصادية والمالية والعسكرية لها لاحقا عندها بداء بشراء مساحات واسعة من أراضي باكو الآذرية الروسية التي تحتوي على كميات هائلة من أحواض القطران وأسس شركة بترول «بنيتو» وهي شركة قزوين والبحر الأسود النفطية بالإضافة لمنصات الحفر والاستخراج ومراكز التخزين وأصبح يمتلك الجزء الأكبر من اغلب الشركات الناشئة والمصانع هناك.
وكون إقليم باكو يقع جغرافيا على بحر قزوين الحبيس كان لا بد من نقل النفط إلى البحر الأسود تمهيدا لنقله إلى أسيا وبعد عدة اجتماعات مع حكومة جورجيا التي وافقت على مقترحاته قرر البارون روتشليد سنة 1886 م أنشاء سكة قطار حديدية بطول 700 كلم تحمل خزانات كبيرة من القطران تربط باكو الأذربيجانية بمدينة باتومي الجورجية على البحر الأسود لنقل النفط لاحقا إلى السفن هناك تمهيدا لشحنها إلى دول العالم عبر مضيق البوسفور والبحر المتوسط كما أسس مجموعة قزوين النفطية وساهم بأنشاء جمعية باكو البترولية ودخل شريك مع نوبل إخوان ثم أصبح حليف استراتيجي لهم.
كما ساهم بشركة زين العبدين للطاقة وشركة القوقاز النفطية ومركز الديزل المعتمد وساهم بأنشاء مجمع بحر قزوين على مصب نهر فولغا سنة 1898م، وحول مدينة باتومي إلى أكبر مركز لتجارة القطران في أوروبا بعد أن بنى فيها الأحواض الضخمة لتخزين النفط ومصافي ومعامل التكرير ومراكز البيع والصفقات العالمية كما امتلك أكبر أسطول لنقل الديزل تقدر حمولته ب 15 ناقلة نفط ضخمة كانت تتنقل بين الدولة المطلة على بحر قزوين وأخرى ما بين الدول المطلة على البحر الأسود ومنها إلى أرجاء العالم كما ساهم لاحقا وبشكل فعال وكبير بأنشاء ومد خطوط أنبيب النفط من باكو إلى إقليم باتومي الجورجية في حين انه تعرض لمحاولة اغتيال سنة 1895 م ولكنه نجا منها بأعجوبة، وفي سنة 1898م كان التحالف الكبير جدا بين شركة نوبل إخوان ومجموعة روتشيلد لتصدير الكيروسين الروسي إلى أسواق العالم عبر ماركت «نابا مازوت».
هذا وعرف عن البارون ألفونس حبه للخيول فجمع سلالتها النادرة حيث كان عضوا في مجلس إدارة نادي السباق والفروسية الباريسي منذ سنة 1852 م وأنشاء العديد من الجمعيات الخيرية الإنسانية في أوروبا وروسيا وبالأخص فرنسا وقد وفته المنية في باريس سنة 1905م.